# Rahotep (fáraó)
Rahotep (uralkodási név: Szehemré-Uahhau) az ókori egyiptomi XVII. dinasztia uralkodója. Thébában uralkodott a második átmeneti kor idején, amikor Egyiptom északi részét a hükszoszok tartották megszállva. Kim Ryholt és Darrell Baker szerint ő volt dinasztiája első uralkodója.

## Említései
Rahotep szerepel egy koptoszi sztélén, amely Min templomának helyreállításáról számol be. A sztélé ma a Petrie Múzeumban található (UC 14327). Rahotepet emellett említi egy mészkősztélé, ma a British Museumban (BM EA 833); ezen áldozatot mutat be Ozirisznek két elhunyt, egy katonatiszt és egy pap tiszteletére. Emellett említik egy íjon, amely egy hercegé volt, és melyet felirata szerint „Min szolgálatára szentelnek minden ünnepén”.
A Honszuemheb és a szellem címen ismert, késő újbirodalmi történet főszereplője egy szellemmel találkozik, aki azt állítja, életében Rahotep király kincstárainak elöljárója volt. A szellem azonban azt is állítja, hogy egy később élt, Montuhotep nevű uralkodó tizennegyedik uralkodási évében halt meg. Állításai ellentmondanak egymásnak, mert a Rahotep utáni, Montuhotep nevű uralkodók egyike sem uralkodott ilyen sokáig.

## Uralkodása

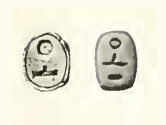
Két szkarabeusz Rahotep nevével; Flinders Petrie szerint erre az uralkodóra utalnak.

Ryholt és Baker szerint Rahotep volt a XVII. dinasztia első uralkodója, Jürgen von Beckerath viszont a dinasztia második királyának tartja. Claude Vandersleyen feltételezése szerint a XIII. dinasztiához is sorolható, mert úgy véli, Rahotep rokona volt I. Szobekemszafnak, akit ő szintén ehhez a dinasztiához sorol a neki tulajdonítható szobrok száma és minősége alapján. Baker ezeket az érveket gyengének tartja, és megjegyzi, hogy a legtöbben elutasítják őket.
Amennyiben valóban a XVII. dinasztia egyik korai királya volt, Rahotep uralma Felső-Egyiptomra terjedt ki, északon egészen Abüdoszig. A második átmeneti kor kronológiájának Ryholt-féle rekonstrukciója szerint uralkodása nem sokkal azután zajlott, hogy a hükszoszok meghódították Thébát, véget vetettek a XVI. dinasztia uralmának, majd visszavonultak a területről. A konfliktus során a megszállók feltehetőleg kifosztották és elpusztították a templomokat és a palotákat, Rahotep pedig több helyen is elbüszkélkedik azzal, hogy helyreállításokat végzett Abüdoszban és Koptoszban. Abüdoszban felújíttatta a nagy Ozirisz-templom körzetének falait, Koptoszban pedig helyreállította Min templomát, melynek „kapui és falai romossá váltak”. Az eseményeknek ez a kronológiája vitatott, egyes tudósok azt is vitatják, hogy a hükszoszok valaha is elfoglalták volna Thébát; szerintük a felső-egyiptomi uralkodók a hükszoszok vazallusai voltak.

## Név, titulatúra
A fáraók titulatúrájának magyarázatát és történetét lásd az Ötelemű titulatúra szócikkben.
| G5 |

| G5 |

| V29 | S34 |

| V29 | S34 |

| V29 | S34 |

| V29 | S34 |

| G5 |

| G5 |

| V29 | S34 |

| V29 | S34 |

| V29 | S34 |

| V29 | S34 |

| G16 |

| G16 |

| wsr | s | r · D36 | M4 | M4 | M4 |

| wsr | s | r · D36 | M4 | M4 | M4 |

| G16 |

| G16 |

| wsr | s | r · D36 | M4 | M4 | M4 |

| wsr | s | r · D36 | M4 | M4 | M4 |

| G8 |

| G8 |

| N5 | HASH | V29 | N28 · Z2 |

| N5 | HASH | V29 | N28 · Z2 |

| G8 |

| G8 |

| N5 | HASH | V29 | N28 · Z2 |

| N5 | HASH | V29 | N28 · Z2 |

| M23 | L2 |

| M23 | L2 |

| N5 | S42 | V29 | N28 · Z2 |

| N5 | S42 | V29 | N28 · Z2 |

| N5 | S42 | V29 | N28 · Z2 |

| N5 | S42 | V29 | N28 · Z2 |

| N5 | S42 | V29 | N28 · Z2 |

| N5 | S42 | V29 | N28 · Z2 |

| N5 | S42 | V29 | N28 · Z2 |

| N5 | S42 | V29 | N28 · Z2 |

| M23 | L2 |

| M23 | L2 |

| N5 | S42 | V29 | N28 · Z2 |

| N5 | S42 | V29 | N28 · Z2 |

| N5 | S42 | V29 | N28 · Z2 |

| N5 | S42 | V29 | N28 · Z2 |

| N5 | S42 | V29 | N28 · Z2 |

| N5 | S42 | V29 | N28 · Z2 |

| N5 | S42 | V29 | N28 · Z2 |

| N5 | S42 | V29 | N28 · Z2 |

| G39 | N5 | \| \| |
|     |    |       |

|  |

| G39 | N5 | \| \| |
|     |    |       |

|  |

| r · D36 | N5 · Z1 | R4 · t · p |

| r · D36 | N5 · Z1 | R4 · t · p |

| r · D36 | N5 · Z1 | R4 · t · p |

| r · D36 | N5 · Z1 | R4 · t · p |

| r · D36 | N5 · Z1 | R4 · t · p |

| r · D36 | N5 · Z1 | R4 · t · p |

| r · D36 | N5 · Z1 | R4 · t · p |

| r · D36 | N5 · Z1 | R4 · t · p |

| G39 | N5 | \| \| |
|     |    |       |

|  |

| G39 | N5 | \| \| |
|     |    |       |

|  |

| r · D36 | N5 · Z1 | R4 · t · p |

| r · D36 | N5 · Z1 | R4 · t · p |

| r · D36 | N5 · Z1 | R4 · t · p |

| r · D36 | N5 · Z1 | R4 · t · p |

| r · D36 | N5 · Z1 | R4 · t · p |

| r · D36 | N5 · Z1 | R4 · t · p |

| r · D36 | N5 · Z1 | R4 · t · p |

| r · D36 | N5 · Z1 | R4 · t · p |

## Fordítás
Ez a szócikk részben vagy egészben  a   Rahotep című angol Wikipédia-szócikk ezen változatának fordításán alapul.  Az eredeti cikk szerkesztőit annak laptörténete sorolja fel. Ez a jelzés csupán a megfogalmazás eredetét és a szerzői jogokat jelzi, nem szolgál a cikkben szereplő információk forrásmegjelöléseként.